# José Borobio Ojeda
José Borobio Ojeda (Zaragoza, 12 de febrero de 1907 - 1984) fue un arquitecto español, hermano y colaborador de Regino Borobio Ojeda.

## Biografía

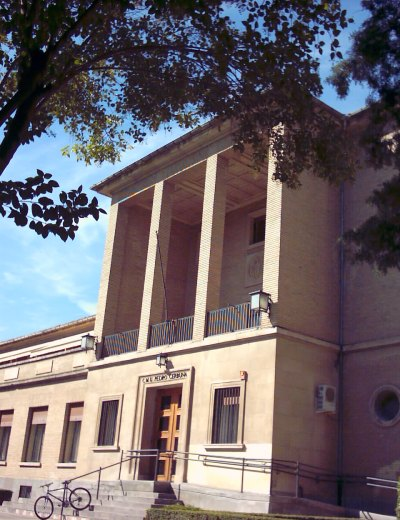
Colegio Mayor Universitario Pedro Cerbuna.

Hijo de Patricio Borobio Díaz y Ángela Regino. Estudió Arquitectura en Madrid y se tituló el 6 de noviembre de 1931.
Influido por el racionalismo arquitectónico aplicó los modos formales aprendidos con Fernando García Mercadal, Bergamín y Fernández Shaw.
En 1919 su hermano Regino estableció en Zaragoza un Estudio de Arquitectura y José se incorporó en 1931.
En sus obras utilizó masivamente el ladrillo.
Entre 1920 y 1950 edificó numerosos edificios para clientes con un alto poder adquisitivo que buscaban viviendas confortables y modernas en zonas excepcionales de Zaragoza, como el paseo de Ruiseñores y el paseo de Sagasta.
Eran viviendas para residencia unifamiliar edificados en grandes solares y rodeados por un jardín. Eran edificaciones muy cuidadas en las que sólo se emplearon materiales de primera calidad.
José Borobio proyectó y dirigió las obras de 17 poblados y, en colaboración con otros arquitectos, intervino en otros 21. Su actividad rural se realizó en el marco del INC o Instituto Nacional de Colonización (España)

## Obras

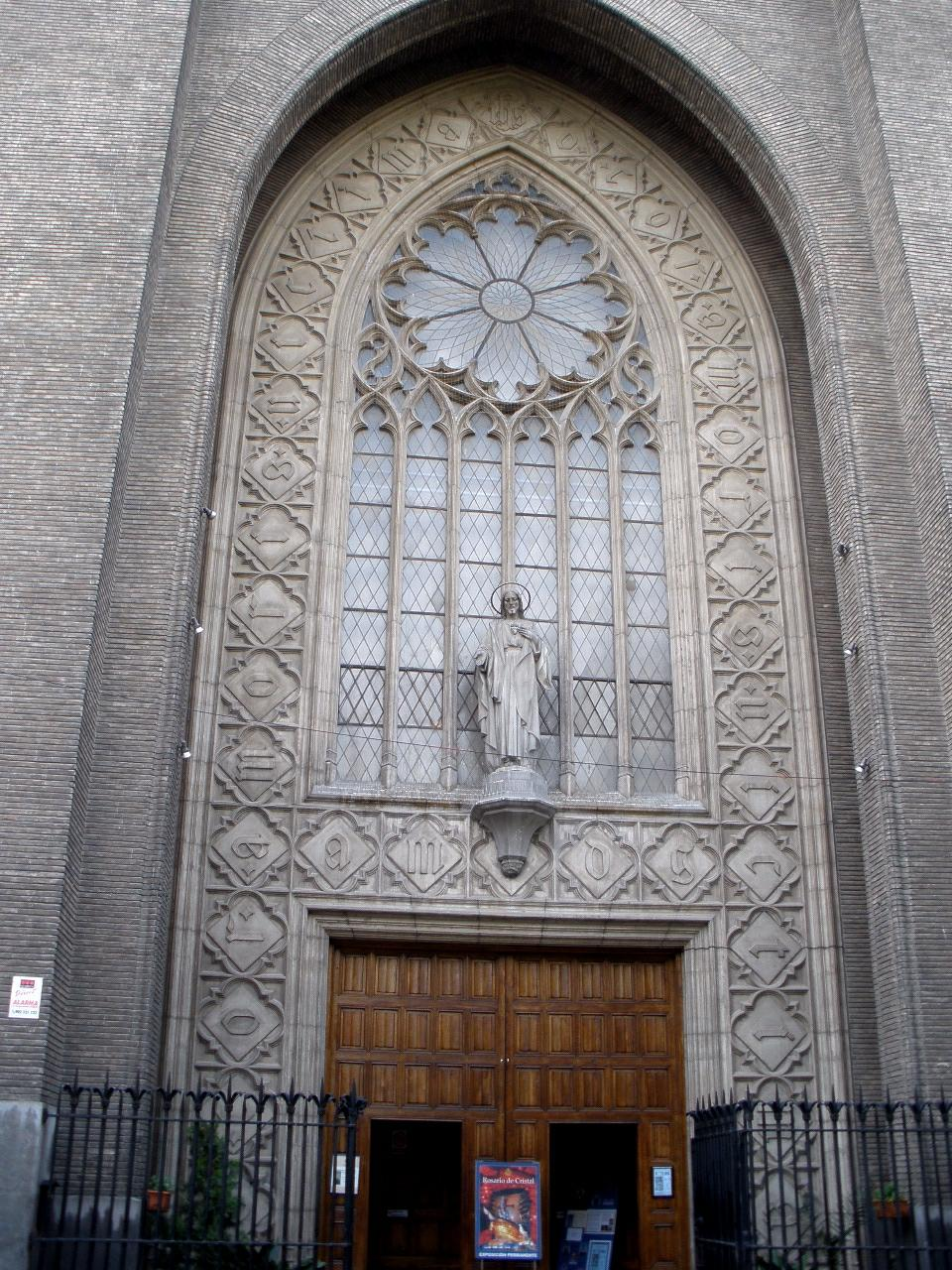
Iglesia del Sagrado Corazón, Zaragoza.

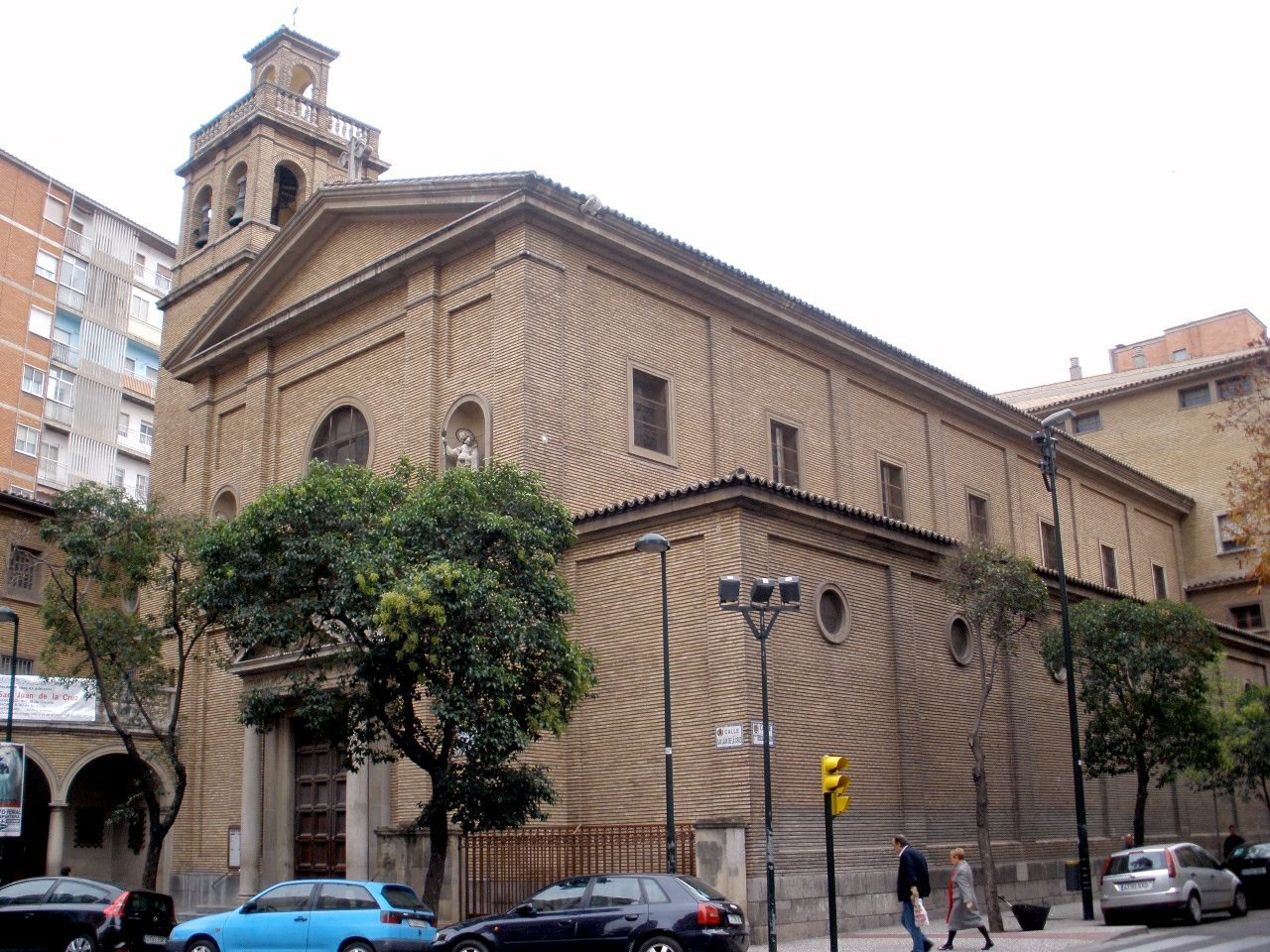
Iglesia del Carmen, calle San Juan de la Cruz, 8, Zaragoza.

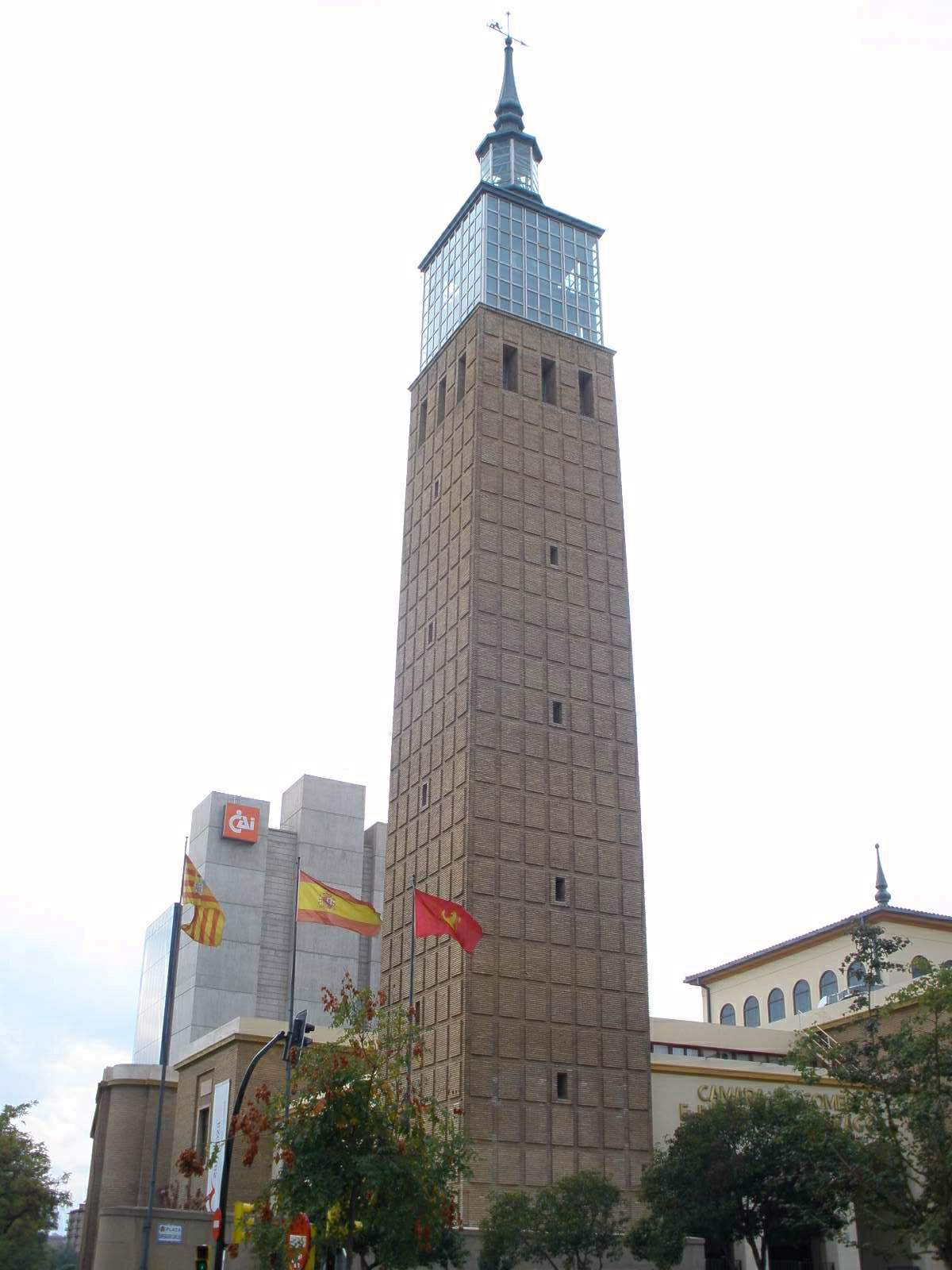
Antigua Feria de Muestras. Cámara de Comercio e Industria. Zaragoza.

- Casa en la calle Sanclemente, 24, Zaragoza (1931). Junto a Regino Borobio Ojeda.
- Casa en la calle Hernán Cortés, 13, Zaragoza (1935). Junto a Regino Borobio Ojeda.
- Sede en Zaragoza de la Confederación Hidrográfica del Ebro, Paseo de Sagasta, 24-26, Zaragoza (1936). Junto a Regino Borobio Ojeda.
- Iglesia Sagrado Corazón, Plaza San Pedro Nolasco, Zaragoza (1938). Junto a Regino Borobio Ojeda.
- Feria de Muestras (antigua) en el Paseo Isabel la Católica, 2, Zaragoza (1940). Junto a Regino Borobio Ojeda y José Beltrán Navarro. Actualmente sede de la Cámara de Comercio e Industria de Zaragoza.
- Editorial Luis Vives en el paseo Fernando el Católico, 65, Zaragoza (1940). Junto a Regino Borobio Ojeda. Desaparecida.
- Casa en el Paseo de la Constitución, 27, Zaragoza (1940). Junto a Regino Borobio Ojeda.
- Convento de Jerusalén, calle Jerusalén, 10, Zaragoza, (1940). Junto a Regino Borobio Ojeda.
- Reforma de la Casa de Amparo, calle Predicadores, 96, Zaragoza (1940). Junto a Regino Borobio Ojeda.
- Casa en la calle Don Jaime I, 24, Zaragoza (1940). Junto a Regino Borobio Ojeda.
- Convento de las Hijas de la Caridad en la Plaza del Pilar, 1, Zaragoza (1941). Junto a Regino Borobio Ojeda.
- Casa en el Paseo Fernando el Católico, 14, Zaragoza (1942). Junto a Regino Borobio Ojeda.
- Iglesia del Carmen en la calle San Juan de la Cruz, 8, Zaragoza (1944). Junto a Regino Borobio Ojeda.
- Colegio Mayor Pedro Cerbuna en la calle Pedro Cerbuna, 12, Zaragoza (1944). Junto a Regino Borobio Ojeda y José Beltrán Navarro.
- Casa de Luis Gabás en el Paseo de Ruiseñores, 2, Zaragoza (1944). Junto a Regino Borobio Ojeda. Desaparecida.
- Reformatorio Buen Pastor, Alto Carabinas, Valdefierro, Zaragoza (1944). Junto a Regino Borobio Ojeda.
- Casa en la calle Sanclemente, 14, Zaragoza (1946). Junto a Regino Borobio Ojeda.
- Edificio del Gobierno Civil en la Plaza del Pilar, Zaragoza (1948). Junto a Regino Borobio Ojeda.
- Clínica Madre Rafols en el Paseo Ruiseñores, 10, Zaragoza (1949). Junto a Regino Borobio Ojeda. Actualmente Residencia Universitaria Femenina Nuestra Señora del Pilar.
- Colegio María Auxiliadora en la avenida San José, 210, Zaragoza (1951). Junto a Regino Borobio Ojeda.
- Grupo Hogar Cristiano, Barrio de Delicias, Zaragoza (1953). Junto a Regino Borobio Ojeda.
- Proyecto del pueblo de San Jorge (Huesca). Instituto Nacional de Colonización.
- Viviendas para el Cabildo, Plaza del Pilar, 21, Zaragoza (1955). Junto a Regino Borobio Ojeda.
- Pabellón de Historia en la Ciudad Universitaria, Zaragoza (1956). Junto a Regino Borobio Ojeda.
- Proyecto del poblado de colonización de Poblenou del Delta, en Cataluña (1954-1956)
- Grupo Puente Virrey en las calles Rosellón y Provenza, Zaragoza (1956). Junto a Regino Borobio Ojeda.
- Casa en el Paseo Ruiseñores, 19-21, Zaragoza (1964). Junto a Regino Borobio Ojeda.
- Fábrica Balay, Avenida de la Industria, 49, Zaragoza (1966). Junto a Regino Borobio Ojeda.
- Centro de Bromatología e Instituto de Higiene, Carretera de Cogullada s/n, Zaragoza (1976). Junto a Regino Borobio Ojeda y Regino Borobio Navarro.[4]